# Rodrigo Antonio Arango Quintero
Rodrigo Antonio Arango Quintero (Colombia Siglo XX - Corea 1951) Fue un militar colombiano. Soldado del Ejército Nacional de Colombia, perteneciente al Batallón Colombia que participó en la Guerra de Corea.

## Biografía
Durante la ofensiva de otoño del Batallón Colombia enviado a  Corea, conocida como Operación Nómada, mientras portaba un fusil ametralladora, cayó herido en el ataque a las posiciones chinas del frente central. Cuando el subteniente Rafael Serrano Gómez, acudió en su ayuda, el soldado expresó: 

"Puedo seguir combatiendo, mi teniente. Déme mi F.A. Yo los puedo apoyar todavía desde aquí. Yo puedo disparar, mi teniente".
Rodrigo Antonio Arango Quintero

Finalmente caería en esa operación.

## Homenajes
Recibió la Estrella de Plata del Ejército de los Estados Unidos.
El Batallón Plan Energético y Vial No.7 de la Quinta Brigada de la Segunda División del Ejército Nacional de Colombia, creado en 2001, lleva su nombre.